# Sergey Korneyev
Sergey Korneyev (Siarhei Karneyeu) est un boxeur biélorusse né le 24 novembre 1988.

## Carrière
Sa carrière amateur est principalement marquée par une médaille de bronze aux champion du monde de Bakou en 2011 dans la catégorie poids lourds.

## Palmarès

### Jeux olympiques
- Qualifié pour les Jeux de 2012 à Londres, Angleterre

### Championnats du monde de boxe amateur
- Médaille d'or en -91 kg en 2011 à Bakou, Azerbaïdjan

### Championnats d'Europe de boxe amateur
- Médaille d'argent en -81 kg en 2008 à Liverpool, Angleterre